# 400
Римська імперія розділена на дві частини. У Східній Римській імперії править Аркадій. У Західній — Гонорій. У Китаї правління династії Цзінь. В Індії правління імперії Гуптів. У Японії триває період Ямато. У Персії править династія Сассанідів.
На території лісостепової України Черняхівська культура. У Північному Причорномор'ї готи й сармати. Історики VI століття згадують плем'я антів, що мешкало на території сучасної України приблизно з IV сторіччя. З'явилися гуни, підкорили остготів та аланів й приєднали їх до себе.

## Події
- Імператор Аркадій надає своїй дружині Елії Евдоксії титул августи.
- У Константинополі вибухнув бунт, спалено Великий палац. Гот Гайнас намагався вивести своїх вояків із міста, але вони опинилися у пастці й 7 тис. готів убили за наказом імператора Аркадія.
- Гайнас повів залишки своїх сил за Дунай, але там їх перестріли й перемогли гуни. Вони відіслали голову Гайнаса імператору Аркадію.
- Вандали розпочали свій далекий похід: із Дакії вони перемістились у Паннонію.
- Постало кельтське королівство Регін.